# Towarzystwo Muzyczne im. I.J. Paderewskiego w Bydgoszczy
Towarzystwo Muzyczne im. I.J. Paderewskiego w Bydgoszczy – stowarzyszenie kulturalne w Bydgoszczy, zajmujące się upowszechnieniem muzyki oraz rozwojem szeroko pojętej kultury muzycznej.

## Historia

### Okres międzywojenny
Towarzystwo Muzyczne w Bydgoszczy było pierwszą instytucją usiłującą objąć całokształt życia muzycznego w Bydgoszczy po odzyskaniu niepodległości w 1920 r. Jego celem było umuzykalnienie bydgoskiego społeczeństwa oraz budowa polskich instytucji muzycznych w sytuacji, gdy odziedziczone po zaborach życie muzyczne poza działalnością kilku towarzystw śpiewaczych jak np. Towarzystwo Śpiewu „Halka” - skupiało się w rękach niemieckich.
Towarzystwo zostało założone 30 maja 1922 r. Swoją działalność rozwijało w ramach czterech sekcji: chóralnej, kameralnej, orkiestralnej i muzykologicznej oraz agendy koncertowej. W działalności kładziono nacisk na popularyzowanie muzyki wśród społeczeństwa. W tym celu organizowano koncerty z udziałem wybitnych solistów polskich, niektóre poprzedzane prelekcjami. Odczyty na temat dawnej i współczesnej muzyki wygłaszali m.in. Stanisław Bauman, Bronisław Bukowski, Witold Bełza, a ich prelekcje ilustrowano wybranymi utworami polskich i obcych kompozytorów.
Sekcja chóralna, kierowana przez Mikołaja Karaśkiewicza uprawiała i popularyzowała muzykę najbardziej przystępną dla szerokich mas społeczeństwa, zaś sekcja kameralna – muzykę ambitną przeznaczoną dla wąskiego kręgu odbiorców. Z kolei sekcja orkiestralna skupiła się na organizacji orkiestr, docelowo Miejskiej Orkiestry Symfonicznej. Najpoważniejszymi osiągnięciami szczyciła się agenda koncertowa, która organizowała występy muzyków i dyrygentów, głównie z ośrodka poznańskiego i warszawskiego.
W 1925 roku pianista Zygmunt Lisiecki zorganizował Miejski Instytut Muzyczny, który po dwóch latach przeobraził się w Miejskie Konserwatorium Muzyczne. Kierowane przez Zdzisława, potem Irenę Jahnke, Konserwatorium osiągnęło bardzo wysoki poziom i stanowiło centrum życia muzycznego ówczesnej Bydgoszczy. Wokół Towarzystwa Muzycznego skupili się wybitni pedagodzy Konserwatorium (Alfons i Edmund Rezlerowie, Zdzisława i Halina Wojciechowskie, Jerzy Stefan, Felicja Krysiewicz), którzy znacznie przyczynili się do rozwoju kultury muzycznej Bydgoszczy i regionu.
Towarzystwo zaprzestało działalności w 1930 r., a jego reaktywacja nastąpiła w 1938 r. Pojawiły się wówczas nowe elementy zapowiadające ukształtowanie się w Bydgoszczy prężnego ośrodka muzycznego. W 1938 r. Alfons Rezler zorganizował pierwszą Miejską Orkiestrę Symfoniczną w Bydgoszczy, działającą pod patronatem Towarzystwa Muzycznego, składającą się głównie z muzyków zawodowych. Orkiestra ta zwana była również Orkiestrą Symfoniczną Towarzystwa Muzycznego w Bydgoszczy. Celom popularyzatorskim służyła również powołana do życia w 1938 r. Orkiestra Salonowa, która koncertowała głównie w Rozgłośni Pomorskiej Polskiego Radia.

### Okres powojenny
Towarzystwo Muzyczne reaktywowało swoją działalność w maju 1946 r. deklarując pierwszoplanowy udział przy organizacji ruchu muzycznego i zakładaniu instytucji koncertowych w Bydgoszczy. Już w lutym 1945 r. członkowie Towarzystwa: Felicja Krysiewicz i Florian Dąbrowski reaktywowali Miejskie Konserwatorium Muzyczne.
W pierwszym etapie, obejmującym lata 1946–1949, praca Towarzystwa polegała na stworzeniu form organizacyjno-prawnych i zapewnieniu podstaw materialnych Miejskiej Orkiestrze Symfonicznej, powołanej do życia z okazji 600-lecia lokacji miasta Bydgoszczy (1946). Zabiegi zarządu zmierzające w kierunku upaństwowienia Orkiestry zostały uwieńczone sukcesem w 1953 r., kiedy Pomorska Orkiestra Symfoniczna została przemianowana na Państwową Filharmonię Pomorską im. Ignacego Paderewskiego. Równocześnie działacze Towarzystwa wspomagali starania o budowę gmachu Filharmonii.
W latach 1956–1960 Towarzystwo Muzyczne uczestniczyło (na wniosek Felicji Krysiewiczowej, pedagoga śpiewu) przy organizacji Bydgoskiego Studia Operowego jako zalążka przyszłego Teatru Muzycznego Opery i Operetki oraz jego upaństwowieniu, co zostało dokonane w 1960 r. Prowadząc rozległą działalność inspiratorską i organizacyjną nie zaniedbywano również podstawowych kierunków swojej pracy, tj. popularyzacji i upowszechniania muzyki w społeczeństwie poprzez odczyty i koncerty.
Lata 60. przyniosły starania o poszerzenie form kształcenia muzycznego w mieście. W tym celu Towarzystwo powołało Studium Muzyczne, mające charakter średniej i podyplomowej szkoły muzycznej, która stała się podwaliną Akademii Muzycznej powołanej w Bydgoszczy w 1974 r.
W 1986 roku Towarzystwo Muzyczne przyjęło imię Ignacego Jana Paderewskiego, a jego celem statutowym stało się także dbanie o pamięć o nim, propagowanie jego muzyki i idei. Podczas II Ogólnopolskiego Konkursu Pianistycznego im. Ignacego Jana Paderewskiego Towarzystwo ustanowiło nagrodę za najlepsze wykonanie utworu Paderewskiego (otrzymał ją Andrzej Janaszak). Na swoje 65-lecie (1987) Towarzystwo przygotowało ogólnopolską sesję naukową wraz z koncertami i konkursem literackim, poświęconymi I.J. Paderewskiemu. Z inicjatywy Bydgoskiego Towarzystwa Muzycznego Sejm Rzeczypospolitej Polskiej ogłosił rok 2001 Rokiem Paderewskiego.
Duże zasługi dla działalności Towarzystwa położyli długoletni jego prezesi: Jan Prekier, Felicja Krysiewicz, w latach 80. XX w. Barbara Gogol-Drożniakiewicz, a w latach 90. Katarzyna Rymarczyk. 
Prezesi Towarzystwa Muzycznego od 2001: 
- 2001-2013 - Felicja Gwincińska
- 2013-2022 - prof. dr hab Katarzyna Popowa-Zydroń
- od 12 grudnia 2022 - prof. dr hab. Jerzy Kaszuba

## Działalność
W siedzibie Towarzystwa Muzycznego organizowane są koncerty, spotkania i wykłady poświęcone kulturze muzycznej.
Towarzystwo Muzyczne organizuje:
- Międzynarodowy Konkurs Pianistyczny im. I.J. Paderewskiego
- Konkurs Wokalny im. I.J. Paderewskiego (do 2006)